# Nicolás Bardio
Nicolás Bardio, né le 19 février 1987 à Oviedo, est un écrivain asturien.

## Biographie
Il possède une licence en Sciences politiques octroyée par l'Université complutense de Madrid, un master en Information et Communication avec spécialité en journalisme par l'Université Libre de Bruxelles. Il écrit principalement en asturien mais aussi en castillan.

## Œuvres
- Sol reló (Trabe, 2008)
- Cuando ensamen les abeyes (Suburbia, 2011)